# Gaig de bardissa de Woodhouse
El gaig de bardissa de Woodhouse (Aphelocoma woodhouseii) és una espècie d'ocell de la família dels còrvids (Corvidae). És nativa de l'oest d'Amèrica del Nord, que va des del sud-est d'Oregon i el sud d'Idaho fins al centre de Mèxic. Fins fa poc, el gaig de bardissa de Woodhouse es considerava la mateixa espècie que el gaig de bardissa de Califòrnia, i s'anomenava col·lectivament el gaig de bardissa occidental. Abans d'això, tots dos també eren considerats com la mateixa espècie que el gaig de bardissa de Santa Cruz i el gaig de bardissa de Florida; aleshores el tàxon s'anomenava simplement el gaig de bardissa. El gaig de bardissa de Woodhouse no és migratori i es pot trobar en àrees urbanes, on es pot tornar manso i anar a les menjadores d'ocells. Tot i que molts es refereixen als gaigs de bardissa com a "gaigs blaus", el gaig nord-americà és una espècie d'ocell completament diferent.

## Etimologia
El nom genèric, Aphelocoma, deriva del grec antic llatinitzat apheles- (de ἀφελής-) "simple" + llatí coma (del grec kome κόμη) "cabell", en referència a la manca de plomes ratllades o amb bandes en aquest gènere, en comparació amb altres gaigs. El nom de l'espècie, Woodhouse, rep el nom del naturalista i explorador estatunidenc Samuel Washington Woodhouse.

## Descripció
El gaig de bardissa de Woodhouse és un ocell de mida mitjana, d'uns 27 a 31 cm de llargada (inclosa la seva cua), amb uns 39 cm d'envergadura i un pes d'uns 80 g. L'espècie té el cap, les ales i la cua blaves; el tors és de color gris i marró; i les parts inferiors són grisenques. La gola és blanquinosa amb una banda de pit blava parcial ("collaret"). El seu crit se'l descriu com a "dura i esgarrifosa". En comparació amb el gaig de bardissa de Califòrnia, el gaig de bardissa de Woodhouse té una part inferior de color blau més apagat i gris fosc, un collaret blau menys diferenciat i un bec més recte.

## Comportament

### Hàbitat
Fidel al seu nom, el gaig de bardissa de Woodhouse habita en zones de matollar baix, i prefereix a boscos de pi (arbre) i ginebre, rouredes, a les vores dels boscos perennes mixtos i de vegades en boscos de mezquite. Els gaigs de bardissa de Woodhouse són molt comuns a l'oest de les Muntanyes Rocalloses del sud, i es poden trobar a matollars, boscos boreals i boscos temperats.

### Cerca de menjar
Els gaigs de bardissa de Woodhouse solen alimentar-se per parelles, grups familiars o petits grups no familiars, fora de l'època de reproducció. S'alimenten d'animals petits, com granotes i llangardaixos, ous i cries d'altres ocells, insectes i (especialment a l'hivern) grans, fruits secs i baies. Poden ser agressius cap a altres ocells, per exemple, se sap que roben glans acumulades dels graners del Picot menjaglans.

### Conservació dels aliments
Els gaigs de bardissa de Woodhouse, com molts altres còrvids, exploten excedents efímers mitjançant l'emmagatzematge dels aliments en amagatalls dispersos dins dels seus territoris. Depenen de records molt precisos i complexos per recuperar els amagatalls ocults, sovint després de llargs períodes. En el procés de recollida i emmagatzematge d'aquest aliment, han demostrat la capacitat de planificar amb antelació en l'elecció dels llocs d'emmagatzematge per proporcionar un volum i varietat d'aliments adequats per al futur. Els gaigs de bardissa de Woodhouse també són capaços de confiar en la seva memòria espacial d'observació precisa per robar menjar dels amagatalls fets pels seus congèneres. Els ocells que emmagatzemen aliments implementen una sèrie d'estratègies per protegir els seus emmagatzematges de possibles "lladregots".
De manera anecdòtica, els gaigs de bardissa de Woodhouse, i els còrvids en general, són coneguts per la seva atracció i robatori d'objectes de colors brillants. Les recerques recents desmenteixen, o almenys posa en dubte, aquesta idea. Els còrvids, però, tenen una vena entremaliada i els gaigs no estan per sobre del robatori total. Se'ls ha observat robant glans dels amagatalls dels picots menjaglans i robant llavors i pinyes del trencanous americà. Alguns gaigs de bardissa arrabassen glans dels amagatalls d'altres gaigs. Quan aquests ocells amaguen les seves pròpies glans, primer comproven que no hi ha cap altre gaig que els miri. Altres mètodes de protecció inclouen moure l'amagatall en presència d'un observador, emmagatzemar esquers no comestibles com pedres petites en lloc de menjar i amagar l'amagatall quan un ocell carronyer ja no l'observa; es creu que aquests comportaments varien en funció de la presència o absència de possibles robatoris (com altres còrvids), així com de quin tipus d'animal podria robar l'amagatall, la qual cosa implica motius estratègics i socialment complexos darrere de diferents tipus de comportament de l'amagatall. Els gaigs de bardissa occidentals de vegades aterren a l'esquena del cérvol mul per menjar-se les paparres i altres paràsits presents al cérvol. Sembla que els cérvols agraeixen l'ajuda, sovint s'aturen i aixequen les orelles per donar-li accés als gaigs. El gaig de bardissa fins i tot menjarà cacauets d'una mà humana.

### Intel·ligència
Recerques recents han suggerit que els gaigs de bardissa occidentals, juntament amb diversos altres còrvids, es troben entre els animals més intel·ligents. La proporció de massa cerebral i corporal dels gaigs de bardissa adults rivalitza amb la dels ximpanzés i els cetacis, i només queda eclipsada per la dels humans. Els gaigs de bardissa també són els únics no primats o ni dofins que s'ha demostrat que planifiquen el futur (conegut com a metacognició), que abans es pensava com un tret únic humà. Altres estudis han demostrat que poden recordar les ubicacions de més de 200 amagatalls d'aliments, així com l'aliment de cada amagatall i la seva taxa de descomposició. Per protegir els seus amagatalls dels seus congèneres lladregots, els gaigs de bardissa escolliran llocs fora de la vista dels seus competidors, o tornaran a emmagatzemar els amagatalls quan estiguin sols, cosa que suggereix que poden tenir en compte la perspectiva dels altres.
Els gaigs són capaços d'imitar rapinyaires com els aligots cua-roig i d'espatlles vermelles amb tanta precisió que pot ser difícil distingir entre espècies utilitzant només crits; Les possibles explicacions d'aquest comportament inclouen avisar altres gaigs sobre la presència d'un depredador o intentar dissuadir els ocells (com els còrvids lladregots d'amagatalls) d'una àrea determinada. No obstant això, s'ha observat que els gaigs utilitzen crits que imiten els rapinyaires sense la presència d'altres ocells, cosa que fa que es desconeix la raó adaptativa precisa d'aquest comportament, tot i que pot ser doble. Segons una recerca de la Universitat de Califòrnia, Davis, els gaigs de bardissa de Califòrnia també convoquen a altres per cridar sobre el cos d'un gaig mort. Els "funerals" cacofònics dels ocells poden durar fins a mitja hora.

### Nidificació
Els pollets comencen completament grisos. Com més grans es fan, més es tornen blaus. Al cap, els pollets acostumen a tenir una cresta vermella que s'assembla a una pinta (s'observa sobretot a les gallines). El pollet perdrà la seva cresta el dia set, de la mateixa manera que els pollastres perden la seva dent d'ou als 5-7 dies.
Els nius se construeixen a poca alçada en arbres o arbustos, d'1 a 10 m per sobre del terra, principalment per la femella, mentre que el mascle vigila els seus esforços. Els nius són robusts, amb un diàmetre exterior de 33 a 58 cm, construïts sobre una plataforma de branques amb molsa i herbes seques folrats d'arrels i pèls fins. De març a juliol es posen de quatre a sis ous, amb algunes variacions regionals. Hi ha dues variacions comunes del color de la closca: verd pàl·lid amb taques o marques irregulars de color oliva; i de color blanc grisenc pàl·lid a verd amb taques de color marró vermellós. La femella incuba els ous durant uns 16 dies. Les cries abandonen el niu uns 18 dies després de l'eclosió.

### Esperança de vida
L'esperança de vida dels gaigs de bardissa de Woodhouse és d'uns 9 anys.

### Malalties
Les poblacions es veuen afectades negativament pel Virus del Nil occidental, especialment a la Vall Central de Califòrnia.

## Filogènia

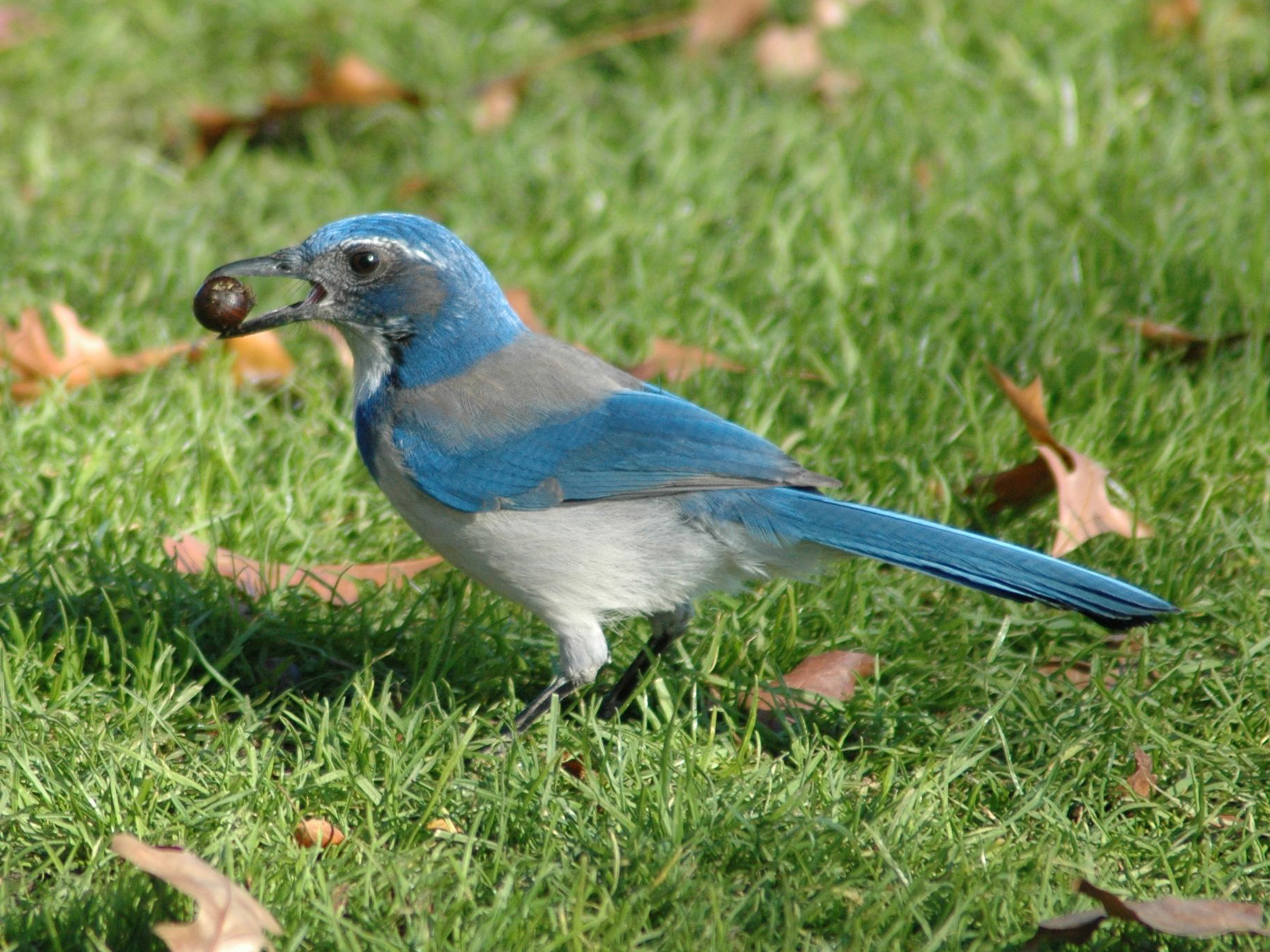
Gaig de bardissa de Califòrnia que mostra la banda pectoral ben marcada de les races costaneres.

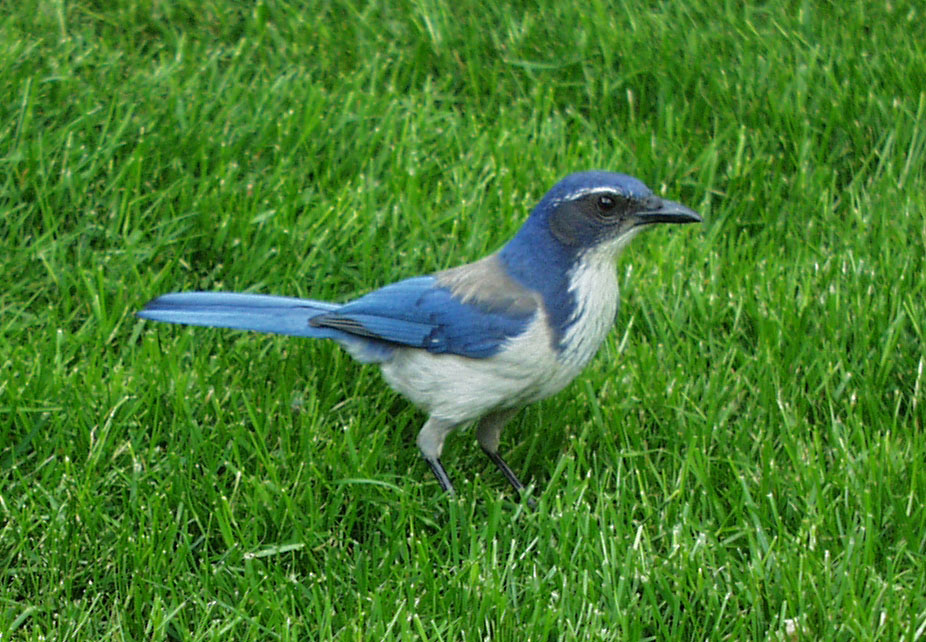
Observeu un plomall blanc brillant que trenca la banda del pit. Les marques destacades a la regió dels ulls són típiques dels ocells mascles.

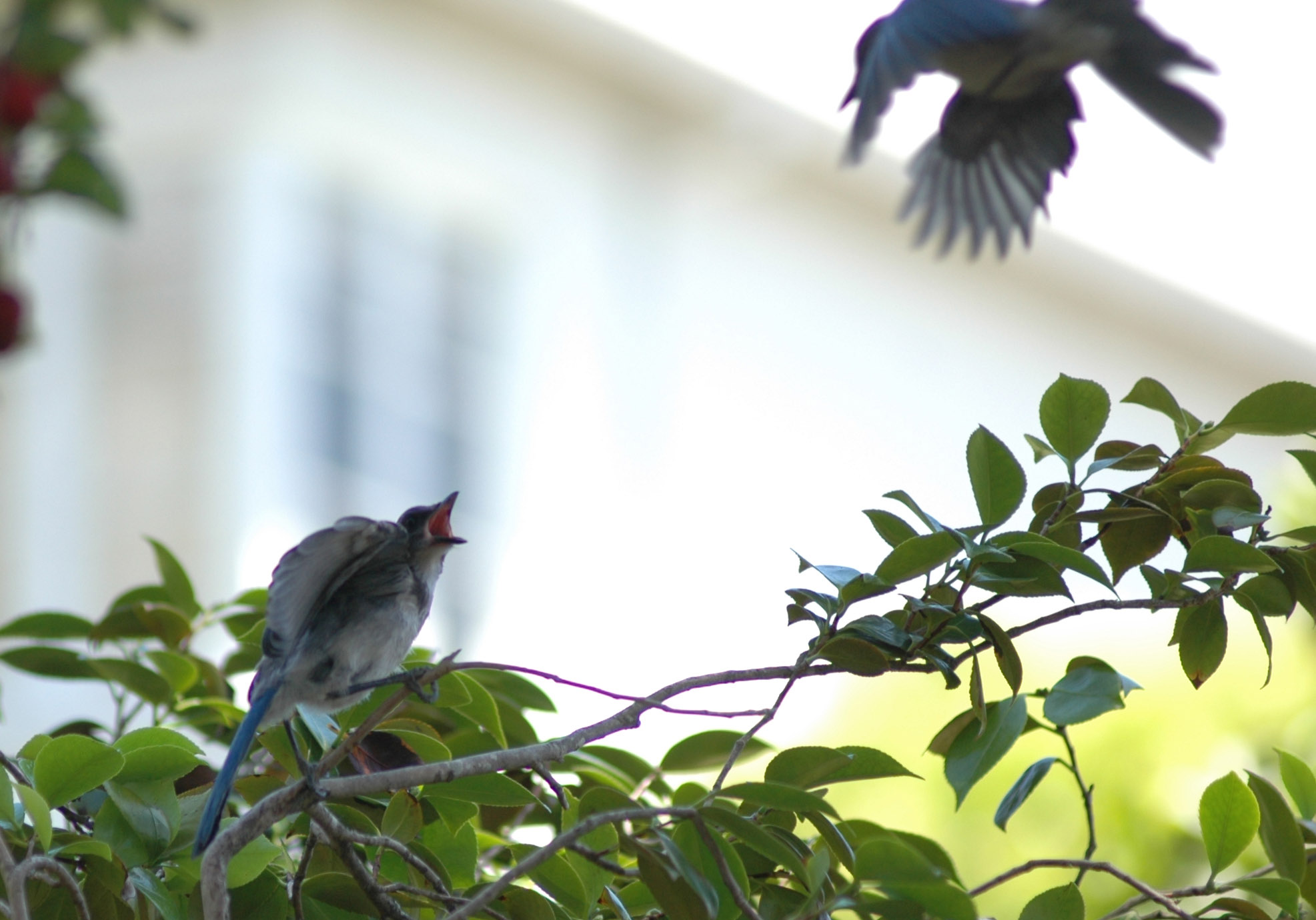
El pollet de gaig de bardissa de Califòrnia comença a ser alimentat.

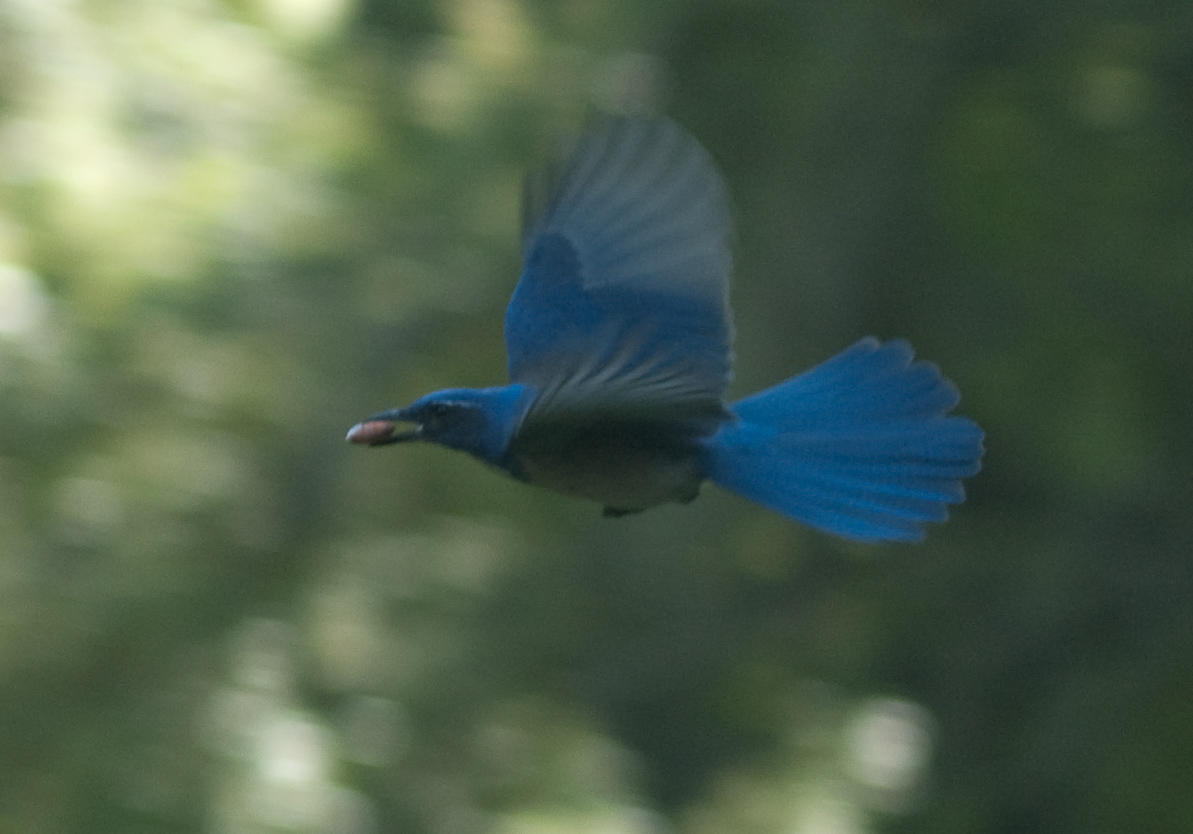
Gaig de bardissa de Califòrnia en vol.

El gaig de bardissa de Woodhouse, el gaig de bardissa de Califòrnia, el gaig de bardissa de Santa Cruz i el gaig de bardissa de Florida es consideraven subespècies d'una única espècie de "gaig de bardissa". Ara es creu que són diferents.
El gaig de bardissa de Woodhouse difereix pel plomatge (blau més pàl·lid a la part superior, amb una banda de pit indistinta i generalment incompleta) de la del gaig de bardissa de Califòrnia, que és de color blau més fosc a la part superior amb una banda de pit blava fortament definida, però no necessàriament completa.
Es reconeixen les següents subespècies:
- Aphelocoma californica immanis Grinnell, 1901 – Gaig de bardissa interior

És una gran subespècie. Una mica més apagat i de color més clar que californica a causa del flux genètic de les poblacions de l'interior. Tan al cap com el coll és de color blau, menys violaci que en el grup woodhouseii. El tors generalment és força marronós, la part inferior i sobretot el pit és bastant blanquinós, a sota de la cua normalment sol estar tenyida de blau pàl·lid o gris en els mascles. El bec és robust, i les ales i la cua són força curtes.
- Aphelocoma californica caurina Pitelka, 1951

Costa del sud-oest d'Oregon des de la vall del Rogue River al sud fins al Comtat de Napa i als Comtats de Sonoma; límit oriental és a l'interior de les California Coast Ranges.
Semblant a la californica, però el cap i el tors tenen un color més intens, amb un to violaci brillant al blau del cap. El color és semblant al nominat, per tant més fosc que immanis i la majoria dels oocleptica. Relatiu a la denominació californica, zones blaves més violàcies i brillants, el pit és més fosc que la resta de la part inferior.
- Aphelocoma californica oocleptica Swarth, 1918 – Gaig de bardissa de Nicasio (inclou A. c. superciliosa)

Des dels comtats de Jackson, Klamath i els comtats de Lake, Oregon, passant per les valls de Sacramento i de San Joaquín i muntanyes circumdants fins al Comtat de Kern, l'àrea de la Badia de San Francisco i el Comtat d'Alpine. Cap a l'est cap al Comtat d'Inyo i les Virginia Mountains (Comtat de Washoe, Nevada), on s'integra amb nevadae del grup woodhouseii.
Bastant variable segons l'extensió del flux genètic entre aquest tàxon i nevadae. Generalment semblant a californica però més gran; el color del cap i del coll varia en lluminositat i la quantitat de to violaci. el tors és grisenc; la part inferior de la cua generalment és blanca. El bec generalment és robust però variable segons el tipus d'hàbitat (menys robust en els gaigs dels pins).
- Aphelocoma californica californica (Vigors, 1839) – Gaig de bardissa de Califòrnia

De les Coast Ranges de Calofòrnia abasta des del comtat de San Mateo i del sud-est del comtat d'Alameda fins al sud-oest del comtat de Ventura.
El blau del cap generalment fortament tenyit de violaci. El tors és gris blavós-marronós, més blava cap a la gropa. La banda de pit és blavós-violaci incomplet. La part inferior és de color blanc grisenc, més fosc al pit. la part inferior de la cua és de color blanc tenyit de blau. Les cuixes són grises. Les plomes de timó i les plomes de rem són de color blau fosc, les plomes més grans són més apagades. El bec és robust i la punta és fortament enganxada.
- Aphelocoma californica obscura Anthony, 1889 – Gaig de bardissa de Belding

Costa sud-oest de Califòrnia, a l'est fins a les Little San Bernardino Mountains, algunes serralades aïllades a l'oest del Desert de Mojave i Whale Peak (Comtat de San Diego). Cap al sud a través del nord de la Baixa Califòrnia, Mèxic (Sierra de Juárez, Sierra San Pedro Mártir) fins a la Badia de Todos Santos.
És més petit i fosc que californica, amb una coloració violàcia i marró més intensa al cap i al dors, respectivament; vetes grises prominents a la gola i coll de pit diferent. La panxa amb rentat gris fumat, més clar al mig. La coloració generalment és més intensa en general. El beu és robust.
- Aphelocoma californica cana Pitelka, 1951 – Gaig de bardissa d'Eagle Mountain

Només es troba als boscos de Pinus monophylla a Eagle Mountain, Parc Nacional dels Arbres de Josuè.
És més petit, més clar i més gris que californica. el bec no és tan robust. Aparentment és un aïllat d'origen híbrid entre A. c. obscura i nevadae del grup woodhouseii.